# Lovčice (zámek)
Lovčice jsou barokní zámek ve stejnojmenné vesnici u Plánice v okrese Klatovy. Postaven byl na počátku osmnáctého století podle plánů architekta Kiliána Ignáce Dientzenhofera. Od roku 1964 je chráněn jako kulturní památka.

## Historie
První písemná zmínka o lovčickém zámku pochází až z roku 1789 a nachází se v díle Topographie des Königreiches Böhmen od Jaroslava Schallera, ale postavit ho nechali už na počátku osmnáctého století Bořitové z Martinic, kterým patřilo plánické panství. Autorem projektu se stal architekt Kilián Ignác Dientzenhofer. Od sedmdesátých let dvacátého století zámek sloužil potřebám místního národního výboru a poště.
Zchátralý zámek v roce 1999 koupil od obce MUDr. Evžen Hrnčíř, který jej postupně zrekonstruoval.

## Stavební podoba
Jednopatrová zámecká budova má obdélníkový půdorys a valbovou střechu. Fasády jsou členěné bosáží a pravoúhlými okny v šambránách. Nad jednotlivými okny se střídají lomené a zvlněné římsy. Do zámku se vstupuje portálem v ose hlavního průčelí. Přízemní prostory mají klenuté stropy. Nad schodištěm do prvního patra a v bývalé kapli byla použita placková klenba. Místnosti v prvním patře jsou plochostropé s fabiony. V jedné z místností se dochoval krb se štukovou výzdobou.
K památkově chráněnému areálu patří také park severozápadně od zámku a hospodářské budovy, které uzavírají boční strany prostoru před vstupním průčelím. V západním křídle bývala sýpka se stodolou a na protější straně byly stáje a chlévy. Menší hospodářský dvůr se nachází také na severní straně zámku.